# 辛屯站
辛屯站，曾称辛屯（灵山湾）站，位于中华人民共和国山东省青岛市黄岛区东岳东路，是青岛地铁6号线和13号线的地铁换乘站。2018年12月26日开通。該站共有3個出入口。